# Armstrong, Iowa
Armstrong är en ort i Emmet County i Iowa. Vid 2010 års folkräkning hade Armstrong 926 invånare.